# اریک بیوربری
اریک بیوربری (انگلیسی: Erik Bjurberg; ۱ ژوئن ۱۸۹۵ – ۲۲ ژوئن ۱۹۷۶) دوچرخه‌سوار اهل سوئد بود.